# Arrondissement di Torcy
L'arrondissement di Torcy è una suddivisione amministrativa francese, situata nel dipartimento di Senna e Marna e nella regione dell'Île-de-France.

## Composizione
L'arrondissement di Torcy raggruppa 43 comuni in 10 cantoni:
- cantone di Champs-sur-Marne
- cantone di Chelles
- cantone di Claye-Souilly
- cantone di Lagny-sur-Marne
- cantone di Noisiel
- cantone di Pontault-Combault
- cantone di Roissy-en-Brie
- cantone di Thorigny-sur-Marne
- cantone di Torcy
- cantone di Vaires-sur-Marne